# Takashi Rakuyama
Takashi Rakuyama (Toyama, 11 augustus 1980) is een Japans voetballer.

## Clubcarrière
Takashi Rakuyama speelde tussen 2003 en 2010 voor JEF United Ichihara Chiba, Sanfrecce Hiroshima en Khimki. Hij tekende in 2011 bij Shenzhen Xiangxue.